# Коннас-Кі Номадс
«Коннас-Кі Номадс» (англ. «Connah's Quay Nomads Football Club») — валлійський професіональний футбольний клуб з міста Коннас-Кі. Заснований у липні 1946 року під назвою «Коннас-Кі Джуніорс» (англ. «Connah's Quay Juniors») (сучасна назва — з 1951). Домашні матчі проводить на стадіоні «Дісайд» місткістю 1500 осіб.

## Титули і досягнення
- Чемпіон Уельсу (2): 2019/20, 2020/21
- Володар Кубка Уельсу (2): 2017/18, 2023/24
- Володар Кубка валлійської ліги (3): 1995/96, 2019/20, 2021/22